# Saint-Philippe-du-Seignal

Saint-Philippe-du-Seignal este o comună în departamentul Gironde din sud-vestul Franței. În 2009 avea o populație de 459 de locuitori.

## Evoluția populației
| An        | 1975 | 1982 | 1990 | 1999 | 2006 | 2009 |
| --------- | ---- | ---- | ---- | ---- | ---- | ---- |
| Populație | 289  | 342  | 389  | 394  | 453  | 459  |